# Trumf
Trumf eller trumfkort är ett begrepp inom kortspel och avser kort av en bestämd färg eller valör, vilka rangordnas högre än alla andra kort. 
Vanligtvis utgörs trumfen av samtliga kort i en färg, trumffärgen. Vilken färg som ska vara trumf kan bestämmas slumpmässigt genom att ett kort i leken, ofta det sista, vänds upp eller genom ett medvetet val, då vanligen genom att spelarna får avgiva bud. Den förstnämnda metoden används i till exempel skitgubbe och den andra i till exempel bridge. 
I en del spel, exempelvis skat, räknas vissa valörer eller specifika kort som trumfkort även om de inte ingår i trumffärgen.
Olika regler gäller i olika spel för hur och när trumf får spelas; till exempel är detta i bridge och flera andra spel tillåtet bara när man saknar kort i den utspelade färgen.